# 石原立也
石原立也（日语：／ Ishihara Tatsuya，1966年7月31日—），日本男性動畫師、動畫演出家、動畫導演。出身於京都府舞鶴市。京都動畫董事。

## 來歷
石原立也從大阪設計專門學校畢業後，加入京都動畫。此後作為動畫師活動多年。
1992年，他在《哆啦A夢 (1979年版)》（第1169話）負責演出首次亮相，從此轉向演出工作。起初，京都動畫的業務模式主要是外包，因此很長一段時間裡，他沒有執導電視動畫的經驗，但在該公司開始投入獨立製作後，他於2005年執導了本身的第1部電視系列《AIR》。
2006年，其執導的《涼宮春日的憂鬱》獲得第6屆東京動畫獎、第11屆神戶動畫獎優秀作品獎。從同年秋季開始，他每年執導一部根據Key原創作品改編的動畫，包括《Kanon》、《CLANNAD》、《CLANNAD ～AFTER STORY～》。

## 人物
《AIR》、《Kanon》、《CLANNAD》的原始品牌Key的粉絲，並執導了這3部作品的電視動畫版本。
他在首次亮相的《NEKOMAN》》裡扮演了一個角色，平野綾在劇本背後潦草地畫了這個角色，他對節目中的短語和製作過程中自發出現的東西很感興趣，例如從《CLANNAD》裡面的一句台詞提出廣播節目《渚與早苗的你的Hyper Rainbow》。
常使用倒敍手法。

## 參加作品

### 電視動畫

#### 執導作品
2005年
- AIR（導演、分鏡[注 1]、演出、OP分鏡&演出、ED分鏡&演出）

2006年
- 涼宮春日的憂鬱 (2006年版)（導演、編劇、分鏡、演出、OP分鏡&演出）
- Kanon（—2007年，導演、分鏡、OP分鏡&演出、ED分鏡&演出）

2007年
- CLANNAD（—2008年，導演、分鏡[注 2]、演出、OP分鏡&演出）

2008年
- CLANNAD ～AFTER STORY～（—2009年，導演、分鏡[注 3]、演出、OP分鏡&演出、ED分鏡&演出）

2009年
- 涼宮春日的憂鬱 (2009年版)（團長代理（總導演）、編劇、分鏡、演出）

2011年
- 日常（導演、編劇、分鏡、演出、前期OP分鏡&演出、後期OP分鏡&演出）

2012年
- 中二病也想談戀愛！（導演、分鏡、OP分鏡&演出、影碟特典影像分鏡&演出）

2014年
- 中二病也想談戀愛！戀（導演、分鏡、演出、OP分鏡&演出）

2015年
- 吹響吧！上低音號（導演、分鏡[注 4]、演出、OP分鏡&演出）

2016年
- 無彩限的幻影世界（導演、分鏡、演出、OP分鏡&演出）
- 吹響吧！上低音號2（導演、分鏡、演出、OP分鏡&演出）

2021年
- 小林家的龍女僕S（導演[9]、分鏡、演出、OP分鏡&演出）

2024年
- 吹響吧！上低音號3（導演、分鏡、演出、OP分鏡&演出）

#### 分鏡、演出 等
1979年
- 哆啦A夢 (1979年版)（—2005年，分鏡[注 5]）

1987年
- 妙手小廚師 （—1989年，動畫）

1988年
- 美味大挑戰（動畫、動畫檢查）

1989年
- 大耳鼠（—1991年，動畫）

1990年
- 江戶之子男孩 理解太助（日语：江戸っ子ボーイ がってん太助）（原畫）
- 21衛門（動畫）

1991年
- 千惠奮戰記 小麻煩千惠（原畫）

1992年
- 蠟筆小新（1992年—，動畫）

1994年
- 中崎達也超級搞笑劇場（日语：中崎タツヤスーパー ギャグシアター）（作畫）
- 霸王大系龍騎士（—1995年，分鏡）

1995年
- 夢幻遊戲（演出）

1996年
- 天才寶貝（分鏡、演出）

1997年
- 天地無用！（分鏡、演出）
- 貓狐警探（日语：はいぱーぽりす）（分鏡、演出）
- 神奇寶貝（—2002年，分鏡、演出）

1998年
- 夢幻拉拉（分鏡）

1999年
- 力石戰士（分鏡、演出）

2000年
- 犬夜叉（—2004年，分鏡[注 6]、演出）
- 喔！超级小奶糖（日语：OH!スーパーミルクチャン）（分鏡、演出）

2003年
- 我們這一家（—2009年，分鏡、演出）
- 驚爆危機？校園篇（分鏡、演出）

2007年
- 幸運☆星（分鏡、演出）

2009年
- K-ON！輕音部（顧問、分鏡[注 7]、原畫、OP分鏡&演出）

2010年
- K-ON!! 輕音部（顧問、分鏡、演出、前期OP分鏡&演出、後期OP演出[注 8]）

2013年
- 玉子市場（分鏡[注 8]、演出[注 9]）
- 境界的彼方（分鏡[注 10]）

2014年
- Free！ -Eternal Summer-（分鏡）
- 甘城輝煌樂園救世主（分鏡、演出）

2017年
- 小林家的龍女僕（分鏡）

2023年
- 弦音 -相繫的一射-（分鏡、演出）

### 電影動畫
1993年
- 蠟筆小新：動感超人VS高衩魔王（動畫）

1994年
- 酸梅星王子：來自宇宙的盡頭～乓啪囉乓！（原畫）

1996年
- 新橙路 capricious orange road 接著，那個夏天開始（演出）

2002年
- 哆啦A夢：大雄與機器人王國（OP分鏡&演出）※演出用石原達也名義。

2010年
- 涼宫春日的消失（總導演、分鏡）

2011年
- 劇場版 K-ON！輕音部（分鏡[注 8]、演出[注 11]、監製）

2013年
- 小鳥遊六花·改 ～劇場版 中二病也想談戀愛！～（導演、分鏡、演出）

2014年
- 南島的小迪拉[注 12]（分鏡、演出）

2016年
- 劇場版 聲之形（特別感謝）
- 劇場版 吹響吧！上低音號 ～歡迎加入北宇治高中管樂團～（導演、分鏡、演出）

2017年
- 劇場版 吹響吧！上低音號 ～想傳達的旋律～（總導演、分鏡、演出）

2018年
- 中二病也想談戀愛！ -Take On Me-（導演）
- 莉茲與青鳥（監修、演出）

2019年
- 劇場版 吹響吧！上低音號 ～誓言的終章～（導演、分鏡）

2023年
- 特別篇 吹響吧！上低音號 ～合奏團競賽篇～（導演、分鏡、演出）

2025年
- 小林家的龍女僕：害怕寂寞的龍（導演）

### OVA
1991年
- 幸福是什麼（首席導演、作畫監督）

1993年
- KO世紀三獸士II（演出）

1995年
- 魔天戰神 ～After War～（演出）

1996年
- 爆笑吸血鬼（分鏡、演出）

1997年
- （導演）

1998年
- 櫻花大戰 櫻華絢爛（演出）
- Dancing Blade 任性桃天使！（導演、演出）

1999年
- Dancing Blade 任性桃天使！II ～Tears of Eden～（導演、演出）

2011年
- 日常的0話（導演、分鏡）

### 其它
2012年
- 京都動畫廣告「前往想去購物的店舖篇」（分鏡、演出）

2021年
- 廣播劇CD 「吹響吧！上低音號」5th Anniversary Disc ～閃亮樂節～（監修）
- 京都動畫廣告「明治篇」（分鏡、演出）

## 腳註

## 相關項目
- 京都動畫
- 日本動畫師列表（日语：アニメ関係者一覧）